# Guellat Bou Sbaa
Guellat Bou Sbaa (arabisch قلعة بوسبع) ist eine algerische Gemeinde in der Provinz Guelma mit 5635 Einwohnern. (Stand: 1998)

## Geographie
Guellat Bou Sbaa wird umgeben von Nechmaya im Nordosten und von Héliopolis und El Fedjoudj im Südwesten.